# Ladislav ze Šternberka
Ladislav ze Šternberka († 18. listopadu 1521) byl český šlechtic z konopišťské větve rodu Šternberků a držitel nejvyšších zemských úřadů. V druhém desetiletí 16. století spolu s Petrem V. z Rožmberka a Zdeňkem Lvem z Rožmitálu tvořil trojici nejmocnějších českých pánů. Řadil se také mezi nejbohatší české šlechtice.

## Původ a život

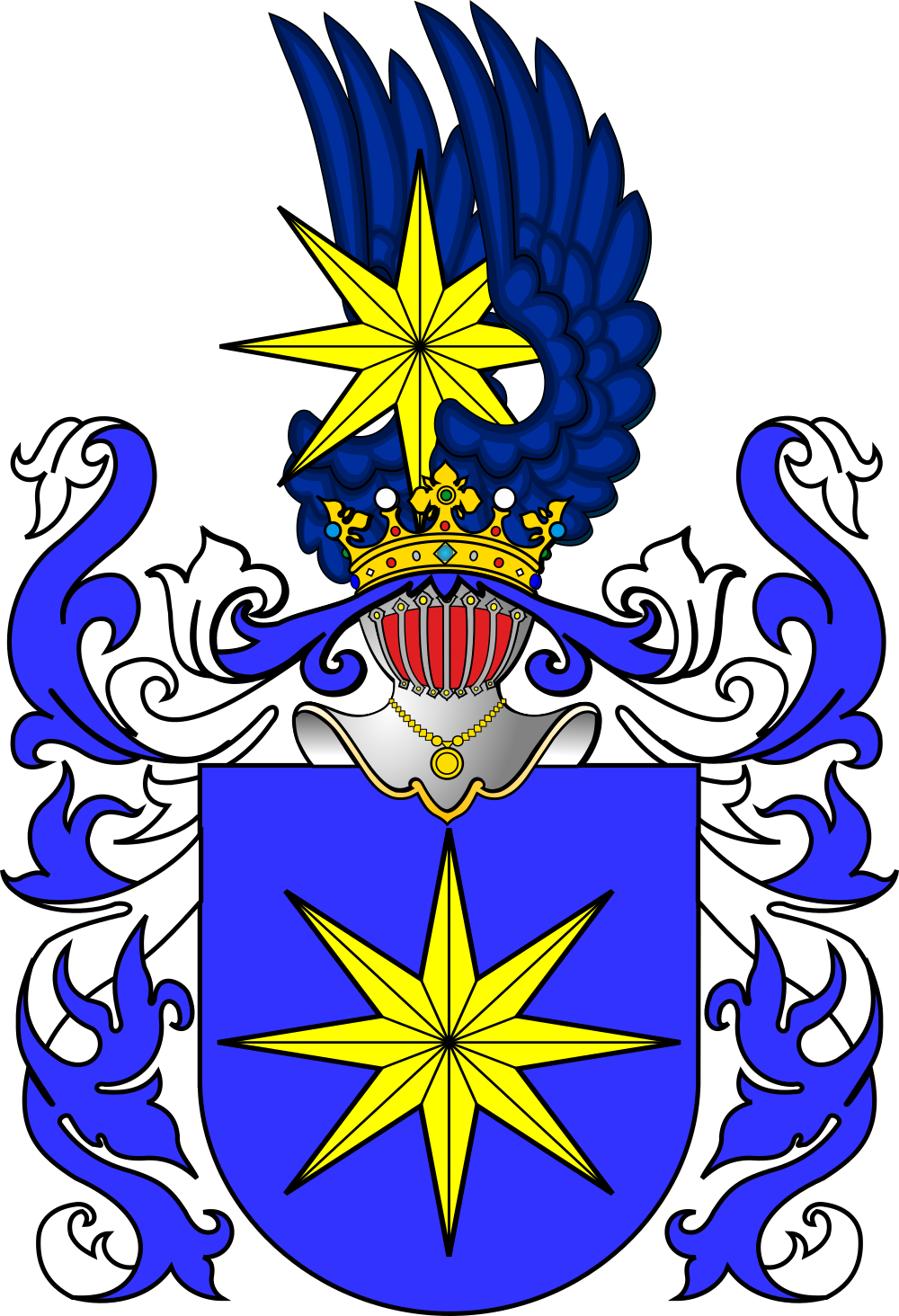
Erb Šternberků

Narodil se jako syn Jaroslava III. ze Šternberka († 1492), zemského hejtmana v Lužici, a jeho manželky Alžběty z Gerova († 1505).
Zastával vysoké zemské úřady. V letech 1508–1510 byl nejvyšším zemským komorníkem a od roku 1510 do své smrti nejvyšším kancléřem Českého království. Získal si důvěru krále Vladislav II. Jagellonského i jeho syna Ludvíka.
Byl pověřován důležitými státními úkoly. V roce 1515 v Prešpurku a Vídni vyjednával s císařem Maxmiliánem I. Habsburským (císařem 1493–1515). Rokovalo se o věčném míru mezi Uherským a Českým královstvím na jedné straně a habsburskými zeměmi na straně druhé. Především se však dojednal dvojnásobný sňatek mezi Jagellonci a Habsburky. Ludvík Jagellonský si měl vzít Marii Habsburskou a Anna Jagellonská si měla vzít jednoho z Maxmiliánových vnuků. Protože churavějící Vladislav II. trvale sídlil v Budíně, byl posléze Ladislav ze Šternberka jmenován nejvyšším správcem Českého království v králově nepřítomnosti a poručníkem následníka trůnu Ludvíka a jeho sestry Anny pro případ, že král zemře před jejich dosažení plnoletosti.
V roce 1519 zemřel císař Maxmilián I. Korunovaný český král Ludvík, který držel kurfiřtský hlas, se nemohl nové volby zúčastnil, protože nebyl plnoletý. Na volebním sněmu ho tedy zastupoval Ladislav ze Šternberka, který měl také pověření Českého zemského sněmu. Hlas odevzdal španělskému králi Karlu V.
Zemřel na mor 18. listopadu 1521 a pochován byl v kostele Nanebevzetí Panny Marie u františkánského kláštera v Bechyni, o jehož znovuvybudování se zasloužil. Jeho náhrobní deska se dochovala. Protože nezanechal potomky, hlavou konopišťské větve rodu se stal jeho bratr Jan II. ze Šternberka († 1528).

## Majetek
Patřil k nejbohatším českým šlechticům. V roce 1505 se společně s bratrem Janem II. ze Šternberka umístil v žebříčku nejbohatších šlechticů na desátém místě. Tehdy probíhala válka proti odbojným Šlikům a žebříček byl sestaven podle rozpisu vojenské povinnosti, která byla urozeným stanovena na základě odhadu majetku.
Společně s bratrem Janem II. vlastnil panství Bechyně. Dále v lednu 1511 on a Zdeněk Lev z Rožmitálu od krále získali příslib společného držení Ratibořského knížectví, kdyby tamější knížata vymřela. Toho se však nedočkal. Sporná byla i doživotní držba panství kláštera Hradiska, kterou král na jaře 1511 připsal Ladislavovi. Na panství mělo právoplatný nárok město Olomouc, ohradilo se, ale Ladislav si zboží udržel až do své smrti.
Podporoval produkci bohatě iluminovaných rukopisů, které pro něj vytvořili mimo jiné Jakub z Olomouce nebo Jiljí z Ratboře. Některé se zachovaly na tyrolském zámku Ambras a v knihovnách Valdštejnů a Černínů.

## Rodina
V roce 1520 se oženil s Annou z Hradce (* asi 1497 – po 5. říjnu 1570), dcerou Jindřicha IV. z Hradce, (1442–1507) a jeho čtvrté manželky Anny Kateřiny z Minstrberka. Manželství zůstalo bezdětné. Anna už byla v době sňatku vdovou, poprvé se provdala za Hynka Bočka z Kunštátu († 1518), po smrti Ladislava ze Šternberka se provdala ještě potřetí za Jindřicha VII. z Rožmberka (1496–1526).